# Aer Lualdi L-59
L'Aer Lualdi L-59 era un elicottero utility leggero, monomotore quadriposto con rotore bipala, progettato da Carlo Leopoldo Lualdi e sviluppato in Italia per conto dell'azienda che portava il suo nome, l'Aer Lualdi, alla fine degli anni cinquanta.
Costruito dalla Aermacchi, venne prodotto in soli due prototipi.

## Storia

### Sviluppo
Nei tardi anni cinquanta, dopo aver realizzato l'L-55 rimasto allo stadio di prototipo, Lualdi pianificò un ulteriore sviluppo dei suoi progetti passando per l'L-57, rimasto a livello concettuale, giungendo allo sviluppo finale del quadriposto L-59, elicottero che per primo utilizzava un rotore di coda realizzato in vetroresina. Il modello, che abbinava il sistema "Rotor-Matic" ideato dalla Hiller Aircraft Corporation ed adottato dall'UH-12 ad un giroscopio stabilizzatore di propria concezione, venne equipaggiato con un motore Continental IO-470-D, un sei cilindri contrapposti raffreddato ad aria capace di erogare una potenza pari a 260 hp (194 kW), posizionato davanti alla cabina di pilotaggio in un caratteristico naso sporgente chiuso da un cofano incernierato posteriormente di tipo automobilistico.
Nel corso delle prove, il prototipo venne vincolato a terra e superò senza problemi un test di durata di quattro giorni con il motore al massimo dei giri. Quando arrivò la commissione della statunitense Federal Aviation Administration (FAA), oltre a certificare l'Aer Lualdi L-59, riscontrò che questo piccolo elicottero italiano era esente da vibrazioni, aveva delle ottime prestazioni e poteva trasportare 287 kg in più rispetto al più quotato e famoso Bell 47 che costava allora 36 milioni, più del doppio del prezzo dell'elicottero italiano.
Successivamente il Ministero della difesa emise una specifica per la fornitura di un elicottero leggero multiruolo da assegnare ai reparti dell'Esercito Italiano. Tra le varie clausole il contratto prevedeva la fornitura di due prototipi e di una preserie di venti elicotteri.
La Aer Lualdi partecipò alla gara ed il Ministero della Difesa informò la ditta che avrebbe acquistato un prototipo dell'L-59 a scopo sperimentale.
Nel 1961 l'L-59 venne presentato al Salone internazionale dell'aeronautica e dello spazio di Parigi-Le Bourget, e durante la prima competizione tra elicotteri che si disputò in quell'ambito l'L-59 riuscì a conquistare il terzo posto su ben 18 concorrenti.
Il 25 giugno 1962 il prototipo, marche I-GOGO, dell'L-59 venne presentato a terra ed in volo a Fiumicino davanti ad autorità civili, militari e ad un folto pubblico. Benché fossero dimostrate le sue qualità l'Aer Lualdi non riuscì ad ottenere alcuna commessa e, priva di ogni sbocco commerciale, fu costretta a chiudere.

## Utilizzatori
Italia
- Esercito Italiano

MM576 - un esemplare utilizzato a scopo di valutazione.

## Esemplari attualmente esistenti
I soli due prototipi realizzati dell'L-59 sono comunque conservati in strutture museali.
Uno è stato restaurato e si trova presso il "Parco del Volo" di Campoformido, in provincia di Udine, gestito dell'associazione Far East.
L'altro, marche I-GOGO poi MM576 acquisito dall'Esercito Italiano, è attualmente in mostra statica all'esterno presso il Museo storico dell'Aeronautica Militare nel comune di Bracciano, in provincia di Roma.